# Општина Вииле Сату Маре (Сату Маре)
Вииле Сату Маре (рум. Viile Satu Mare) општина је у Румунији у округу Сату Маре.
Oпштина се налази на надморској висини од 162 m.